# 日迎站
日迎站（：／ Ilyeong yeok */?）是位于韩国京畿道杨州市长兴面日迎路的一个铁路车站，属于首尔郊外线。

## 历史
- 1961年7月10日 - 落成使用。

## 相鄰車站
韓國鐵道公社
首爾郊外線
碧蹄－日迎－長興